# Guran
Guran is een gemeente in het Franse departement Haute-Garonne (regio Occitanie) en telt 53 inwoners (2009). De plaats maakt deel uit van het arrondissement Saint-Gaudens.

## Geografie
De oppervlakte van Guran bedraagt 5,0 km², de bevolkingsdichtheid is dus 10,6 inwoners per km².
De onderstaande kaart toont de ligging van Guran met de belangrijkste infrastructuur en aangrenzende gemeenten.

## Demografie
Onderstaande figuur toont het verloop van het inwonertal (bron: INSEE-tellingen).